# Justine De Sutter
Justine De Sutter (* 20. März 1995) ist eine ehemalige belgische Tennisspielerin.

## Karriere
De Sutter begann mit vier Jahren das Tennisspielen und bevorzugt Hartplätze. Sie spielt größtenteils auf dem ITF Women’s Circuit, auf dem sie bisher vier Turniersiege im Doppel erringen konnte.
Ihr erstes Profiturnier spielte De Sutter im Juli 2011 beim Turnier in Knokke-Heist, ab Juli 2012 nach dem Erreichen des Viertelfinals des Turniers in Maaseik wurde sie in der Weltrangliste geführt. 2013 erreichte sie dreimal ein Viertelfinale bei Turnieren in Scharm asch-Schaich. Danach erreichte sie auch ihre beste Platzierung in der Einzel-Weltrangliste mit Platz 821. In der Doppelweltrangliste belegte sie als beste Position Platz 564 nach jeweils zwei Finals und Halbfinals und dem Turniersieg in Bol 2014.
In der deutschen Tennis-Bundesliga spielte Justine De Sutter in den Jahren 2012, 2013 und 2014 für den TC Moers 08.
Den letzten internationalen Auftritt hatte De Sutter im Juli 2015.

## Turniersiege

### Doppel
| Nr. | Datum             | Turnier             | Kategorie   | Belag     | Partnerin        | Finalgegnerinnen                  | Ergebnis          |
| --- | ----------------- | ------------------- | ----------- | --------- | ---------------- | --------------------------------- | ----------------- |
| 1.  | 15. Dezember 2012 | Antalya             | ITF $10.000 | Sand      | Katerina Stewart | Irina Bara Ioana Loredana Roșca   | 7:5, 6:4          |
| 2.  | 6. April 2013     | Scharm asch-Schaich | ITF $10.000 | Hartplatz | Elise Mertens    | Alina Mikheeva Jillian O’Neill    | 6:1, 6:4          |
| 3.  | 23. November 2013 | Scharm asch-Schaich | ITF $10.000 | Hartplatz | Katie Boulter    | Natela Dsalamidse Yuliya Hnateyko | 6:4, 7:66         |
| 4.  | 6. September 2014 | Bol                 | ITF $10.000 | Sand      | Sofie Oyen       | Anna Klasen Charlotte Klasen      | 3:6, 7:64, [10:7] |